# Salvia mouretii
Salvia mouretii là một loài thực vật có hoa trong họ Hoa môi. Loài này được Batt. & Pit. miêu tả khoa học đầu tiên năm 1918.